# Bistum Les Cayes
Das Bistum Les Cayes (lat.: Dioecesis Caiesensis) ist eine in Haiti gelegene römisch-katholische Diözese mit Sitz in  Les Cayes.

## Geschichte
Das Bistum Les Cayes wurde am 3. Oktober 1861 durch Papst Pius IX. aus Gebietsabtretungen des Erzbistums Santo Domingo gegründet und dem Erzbistum Port-au-Prince als Suffraganbistum unterstellt. Am 20. April 1972 verlor es einen Teil des Territoriums an das Bistum Jérémie und am 13. Juli 2008 an das Bistum Anse-à-Veau et Miragoâne.

## Bischöfe von Les Cayes
- Jean-Marie-Alexandre Morice (4. Mai 1893 bis 22. Juni 1914)
- Ignace-Marie Le Ruzic (12. Januar 1916 bis 1. Juli 1919)
- Jules-Victor-Marie Pichon (24. April 1919 bis 1. September 1941)
- François-Joseph Person (9. September 1941 bis 24. September 1941)
- Jean Louis Collignan OMI (30. September 1942 bis 27. Juli 1966)
- Jean-Jacques Claudius Angénor (20. August 1966 bis 9. April 1988)
- Jean Alix Verrier (9. April 1988 bis 9. März 2009)
- Guire Poulard (9. März 2009 bis 12. Januar 2011, dann Erzbischof von Port-au-Prince)
- Chibly Kardinal Langlois (seit 15. August 2011)